# Vysoká pec Barbora
Vysoká pec Barbora je bývalá železářská huť na území městyse Jince v okrese Příbram ve Středočeském kraji. Pozdně barokní objekt je považován za stavebně nejucelenější a nejlépe dochovanou památku ze staršího období vysokopecní výroby surového železa nejen v Čechách, ale je unikátem i z hlediska celoevropského významu. Pec Barbora je zapsána v Ústředním seznamu nemovitých kulturních památek České republiky pod číslem 24598/2-2441.

## Historie
V oblasti Jinců se těžila železná ruda již od středověku. Tři menší šachty byly v katastru Ohrazenic, další na Ostrém vrchu východně od Felbabky, dále byly dvě šachty na úbočí Plešivce v katastru Rejkovic a tři šachty se nacházely na vrchu Komorsko. Kromě toho existovaly ještě šachty u Jinců pod rybníkem Kopáčov a u Postního (či Půstního) rybníka, později přejmenovaného na Pecovák, v místě, kde stojí huť Barbora. Dvě šachty byly také v místě pozdějšího Budilova mlýna a v Rejkovicích, kde se nyní nachází železniční zastávka. 
V roce 1804 říšský hrabě Rudolf z Vrbna a Freudenthalu, který již byl majitelem panství Hořovic, Komárova a Valdeka, koupil od hraběte Františka Adama Vratislava z Mitrovic majorátní panství Jince a Bezdědice. Po obhlídce na místě se rozhodl postavit poblíž Postního rybníka novou železářskou huť.
Základní kámen ke stavbě byl položen 10. června 1805. Kromě řady osobností se slavnosti požehnání základního kamene zúčastnila také manželka ředitele vrbnovských železáren Václava z Resenbaumu Barbora, podle níž byla pak vysoká pec pojmenována. Pec byla dokončena a uvedena do provozu v roce 1810. Kromě samotné huti byly vybudovány i další provozy, jako slévárna nebo drátovna, byla zpevněna hráz rybníka, vybudoval se náhon pro pohon dmychadel a dalších strojů a vznikly také nezbytné přístupové cesty. Celkové náklady na výstavbu nového průmyslového areálu přesáhly 30 000 zlatých. V huti Barbora se část vytaveného železa zkujňovala, z druhé části surového železa se vyráběly různé strojní a obchodní odlitky, roury, kandelábry, litinové trubky, dělové koule a v neposlední řadě také masivní litinové nádobí.
Provoz v železářské huti Barbora byl kvůli problémům s konkurenceschopností ukončen v roce 1874. V roce 1886 byla bývalá huť přeměněna na pilu, která zde byla v provozu až do roku 1951. Poté objekt sloužil jako skladiště, od roku 1973 zůstal prázdný. Bývalou železářskou huť získal po roce 1989 soukromí vlastníci, památkově chráněný objekt však dále chátral. Městys Jince odkoupil historickou vysokou pec v roce 2017 za zhruba 5 miliónů Kč a o dva roky později zahájil její rekonstrukci a přestavbu na regionální muzeum. Předpokládaná investice je odhadována na 40 miliónů korun. Jedním z prvních úkolů byla rekonstrukce střechy, která byla dokončena na podzim roku 2019. V roce 2020 bylo v plánu pokračování rekonstrukce, především vybudování příslušných inženýrských sítí, tj. elektroinstalace, vodovod a kanalizace.

## Popis
Vlastní objekt hutě a slévárny představuje zděná a kamenná budova čtvercového půdorysu, v jejímž středu je těleso vysoké pece. Věž sloužila k zavážení pece surovinou, pracovní plochy pro odpich surového železa a slévárna byly v přední části budovy.
Na severní straně objektu se uprostřed pětiosého průčelí nachází hlavní vjezd. Vjezd je klenutý, opažený kamenným ostěním. Dochovala se i původní dřevěná vrata, byť značně poškozená. Na tímto vjezdem bývala zasazena litinová deska s pamětním nápisem. Tato deska je nyní uložena ve sbírkách Hornického muzea v Příbrami.
Východní a západní průčelí stavby jsou rovněž pětiosá se čtyřmi vysokými, stejně sklenutými okny. Patrová věžovitá nástavba má na severní, západní a jižní straně vždy dvojici obdélných oken. Huť je kryta valbovou střechou, věž pak nízkou čtyřbokou jehlancovou střechou. Pokud jde o přilehlý areál, památkově bezvýznamné menší stavby byly v minulých letech odstraněny, zůstal zachován jen přízemní domek na severovýchodním konci areálu u Litavky, který pochází pravděpodobně z konce 19. století.